# My Worlds: The Collection
My Worlds: The Collection é um álbum compilação lançado pelo cantor canadense Justin Bieber em 2010. Foi lançado na maioria dos países da Europa em 19 de novembro de 2010 e chegou ao Brasil em 26 de novembro do mesmo ano. Ele possui dois discos, sendo o primeiro uma versão com músicas do álbum My Worlds Acoustic, e o segundo, uma compilação com músicas do My World(2009) e do My World 2.0 (2010). Além de trazer o novo single Pray e a canção Never Say Never com uma participação de Jaden Smith, ele também vem com dois remixes de Somebody To Love, um deles com a participação de Usher.

## Antecedentes
O primeiro disco inclui canções do My Worlds Acoustic, que apresenta versões acústicas de músicas de estréia de Bieber, My World e o primeiro álbum de estúdio, My World 2.0. Bieber falou para a MTV News que ele queria gravar um álbum acústico para mostrar para os seus "haters" que dizem que ele não sabe cantar e que sua voz é feita em computador, e que é realmente suave ser capaz de ouvir sua voz era o verdadeiro propósito. O cantor disse que queria fazer a gravação acústica, porque a produção às vezes "abafa a voz", ao longo dos sintetizadores e tudo mais. Além das faixas acústicas, o primeiro disco também vem com o remix de Usher e um J-Stax Remix da canção Somebody to Love, uma versão single e outra acústica de Never Say Never com a participação de Jaden Smith em ambos, e também a nova e inspiradora música intitulada Pray. O segundo disco apresenta canções do álbum My Worlds, que é formado por uma compilação entre o EP My World e o álbum de estúdio My World 2.0.
Segundo Justin, a música Pray é um presente para os seus fãs. O arranjo da canção é ajustado para refletir a música de Bieber, antes dele ser descoberto, mas inclui também a instrumentação de um quarteto de cordas, congas, e um tambor, este último para representar a viagem de Justin especialmente para a África do Sul. Enquanto era entrevistado no programa de rádio de Ryan Seacrest, Bieber afirmou que a música Pray foi influenciada por Michael Jackson, que ele pensou na música Man in the Mirror para escrevê-la. Vocalmente, Justin a cantou com um tom inferior aos singles anteriores.
 Nas versões acústicas, foi Justin quem tocou guitarra junto ao seu guitarrista Dan Kanter.
O álbum foi lançado em 19 de novembro de 2010. Pray foi lançado como um single internacionalmente em 3 de dezembro de 2010.

## Recepção

### Recepção da crítica
Andy Kellman do Allmusic deu ao álbum quatro de cinco estrelas. Embora Lucy Jones do The Daily Telegraph ter dito que o álbum parecia com uma qualquer outra coisa para ser "descontada", ela chamou as colaborações de "perfeitas", e deu ao álbum também quatro de cinco estrelas. Hermonie Hoby do The Guardian, disse que dois lançamentos de uma vez parecia desnecessário, mas observou que "bilhões de Beliebers" a achariam grosseira.

### Desempenho comercial
Devido ao seu lançamento limitado nos países europeus, o álbum foi apenas para traçar territórios. Na Dinamarca, o álbum estreou na posição vinte e seis. Seis semanas depois, o álbum alcançou a posição de número treze, e passou um total de quinze semanas nas paradas. Na Nova Zelândia, o álbum entrou em número quarenta, e depois chegou ao número dezenove, e passou treze semanas nas paradas. My Worlds: The Collection estreou no número quarenta e cinco nas paradas da Suécia, e seis semanas mais tarde, atingiu o número trinta. Na Holanda, o álbum estreou em número quarenta e um, e chegou ao número vinte e seis na próxima semana. Ele ficou um total de dezesseis semanas na tabela.
Estreou em número sessenta e dois sobre as paradas italianas, e semanas mais tarde atingiu o número vinte e sete. Nas paradas finlandesas, estreou no número quarente e nove, e caiu nas tabelas na próxima semana. No entanto, em 1 de janeiro de 2011, o álbum entrou novamente nas paradas na posição de número quarenta e sete, até chegar ao número trinta e seis da próxima semana. Estreou na posição quarenta e três nas paradas da Grécia e passou uma semana na tabela. Na Polônia, estreou em número quarenta e cinco, e passou três semanas nas paradas.

## Faixas

### Disco 1
| N.º | Título                                                | Compositor(es)                                                                         | Duração |  |
| 1.  | "One Time" (versão acústica)                          | Christopher Stewart, Terius Nash, James Bunton, Corron Cole, Thabiso Nkhereanye        | 3:06    |  |
| 2.  | "Baby" (versão acústica)                              | Stewart, Nash, Christina Milian, Christopher Bridges                                   | 3:35    |  |
| 3.  | "One Less Lonely Girl" (versão acústica)              | Ezekiel Lewis, Balewa Muhammad, Sean Hamilton                                          | 3:57    |  |
| 4.  | "Down To Earth" (versão acústica)                     | Bieber, Kevin Risto, Waynne Nugent, Mason Levy, Carlos Battey, Steven Battey           | 4:03    |  |
| 5.  | "U Smile" (versão acústica)                           | Bieber, Jerry Duplessis, Arden Altino, Dan August Rigo                                 | 3:16    |  |
| 6.  | "Stuck In The Moment" (versão acústica)               | Bieber, Rigo Jonathan Yip, Ray Romulus, Jeremy Reeves                                  | 3:18    |  |
| 7.  | "Favorite Girl" (ao vivo)                             | Antea Birchett, Anesha Birchet, Dernst Emile II, Delisha Thomas                        | 5:09    |  |
| 8.  | "That Should Be Me" (versão acústica)                 | Bieber, Adam Messinger, Nasri Atweh, Luke Boyd                                         | 4:09    |  |
| 9.  | "Never Say Never" (versão acústica) (com Jaden Smith) | Adam Messinger, Nasri Atweh, Justin Bieber, Thaddis Harrel, Jaden Smith, Omarr Rambert | 3:43    |  |
| 10. | "Pray"                                                | Nasri Atweh, Adam Messinger, O. Martinez, Justin Bieber                                | 3:34    |  |
| 11. | "Somebody to Love Remix" (com Usher)                  | J. Yip, R. Romulos, Heather Bright, Justin Bieber                                      | 3:44    |  |
| 12. | "Never Say Never" (com Jaden Smith)                   | Adam Messinger, Nasri Atweh, Justin Bieber, Thaddis Harrel, Jaden Smith, Omarr Rambert | 3:46    |  |
| 13. | "Somebody to Love" (J Stax Remix)                     | J. Yip, J. Reeves, R. Rumulos, Heather Bright, Justin Bieber                           | 3:34    |  |

### Disco 2
| N.º | Título                             | Compositor(es)                                                            | Duração |  |
| 1.  | "One Time"                         | C. Stewart, J. Bunton, C. Cole, T. Nkhereanye                             | 3:35    |  |
| 2.  | "Favorite Girl"                    | D. Emile, D. Thomas, A. Birchett                                          | 4:16    |  |
| 3.  | "Down To Earth"                    | J. Bieber, W. Nugent, K. Risto, M. Levy, C. Battey, S. Battey             | 4:05    |  |
| 4.  | "Bigger"                           | J. Bieber, W. Nugent, K. Risto, D. Torimiro, L. Breaux                    | 3:17    |  |
| 5.  | "One Less Lonely Girl"             | Ezekiel Lewis, Balewa Muhammad, Sean Hamilton, Usher Raymond IV           | 3:49    |  |
| 6.  | "First Dance" (com Usher)          | J. Bieber, U. Raymond IV, A. Parhm JR., R. Lovett, J. Wilson, D. Reynolds | 3:42    |  |
| 7.  | "Love Me"                          | P. Svensson, N. Persson                                                   | 3:12    |  |
| 8.  | "Common Denominator"               | L. Carr, Justin Bieber                                                    | 4:02    |  |
| 9.  | "Baby" (com Ludacris)              | Stewart, Nash, Christina Milian, Christopher Bridges                      | 3:36    |  |
| 10. | "Somebody to Love"                 | J. Yip, R. Romulos, Heather Bright, Justin Bieber                         | 3:42    |  |
| 11. | "Stuck In The Moment"              | J. Yip, J. Reeves, R. Rumulos, D. Rigo, J. Bieber                         | 3:43    |  |
| 12. | "U Smile"                          | Bieber, Jerry Duplessis, Arden Altino, Dan August Rigo                    | 3:17    |  |
| 13. | "Runaway Love"                     | M. Hough II, R. Wouter, T. Thomas, J. Bieber                              | 3:33    |  |
| 14. | "Never Let You Go"                 | J. Austin, B. M. Cox, J. Bieber                                           | 4:26    |  |
| 15. | "Overboard" (com Jessica Jarrell)  | Justin Bieber, Midi Mafia, Dapo Torimiro, Taurian Shropshire              | 4:11    |  |
| 16. | "Eenie Meenie" (com Sean Kingston) | Carlos Battey, Steven Battey, Justin Bieber                               | 3:23    |  |
| 17. | "Up"                               | N. Atweh, Adam Messinger, Justin Bieber                                   | 3:55    |  |
| 18. | "That Should Be Me"                | Bieber, Adam Messinger, Nasri Atweh, Luke Boyd                            | 3:53    |  |

## Paradas musicais
| País/parada (2010)            | Melhor posição |
| ----------------------------- | -------------- |
| Dinamarca - Tracklisten       | 14             |
| Brasil - Top 20 ABPD          | 10             |
| Holanda - MegaCharts          | 26             |
| Finlândia - Albums Chart      | 36             |
| Grécia - IFPI Greece          | 43             |
| Itália - Italian Albums Chart | 27             |
| Nova Zelândia - RIANZ         | 19             |
| Polónia - Albums Chart        | 45             |
| Suécia - SRIA                 | 30             |

| País          | Associação | Certificação |
| ------------- | ---------- | ------------ |
| Nova Zelândia | RIANZ      | 2× Platina   |